# Berzeliigatan, Göteborg
Berzeliigatan är en gata i stadsdelarna Lorensberg och Heden i centrala Göteborg. Gatan sträcker sig i rak linje, cirka 425 meter mellan Götaplatsen och Sten Sturegatan. Den fick sitt namn 1890 i 14:e roten efter kemisten Jöns Jacob Berzelius. Ursprungligen fortsatte gatan från Sten Sturegatan till Mölndalsån, en del som från 1952 heter Valhallagatan. Sin nuvarande sträckning vid Götaplatsen fick gatan någon gång mellan 1921 och 1923, en ändring som gjordes inför Jubileumsutställningen i Göteborg 1923. Längs sin väg möter Berzeliigatan: Johannebergsgatan, Södra Vägen, Wadmansgatan och Hedåsgatan.
Berzeliigatan är numrerad 1-26, med fastighetsbeteckningarna:

- (1) Lorensberg 30:2
- (2) Lorensberg 29:2
- (3) Lorensberg 30:2
- (4) Lorensberg 29:2
- (5) Lorensberg 25:11
- (7) Lorensberg 25:1
- (9) Heden 28:1
- (11) Heden 28:2
- (12) Heden 27:23
- (13A) Heden 28:3
- (13B) Heden 28:3
- (13) Heden 28:3
- (14) Heden 27:12
- (15) Heden 28:14
- (16) Heden 26:12
- (17) Heden 28:14
- (18) Heden 26:11
- (19) Heden 28:6
- (20) Heden 26:10
- (21) Heden 29:1
- (22) Heden 25:12
- (23) Heden 29:2
- (24) Heden 25:11
- (25) Heden 29:3
- (26) Heden 25:10

År 1910 hade Berzeliigatan en längd av 223 meter, en medelbredd av 17,1 meter och en yta av 3 815 kvadratmeter. Gångbanorna var täckta med grus till 1 542 kvadratmeter och endast 43 kvadratmeter var "Tuktad sten, asfalt, beton, klinkert m.m." Körbanornas 2 170 kvadratmeter utgjordes av makadam.
De äldsta stenhusen i fem våningar längs gatan uppfördes främst 1900-1910. Husen ingår i kommunens Bevaringsprogram 1987, Värdefulla miljöer 1985 samt är skyddade enligt Naturresurslagen 2:a kapitlet av Riksintresse.

## Berzeliigatan spårvagnshållplats
År 1880 började hästdriven spårvagn gå i Södra vägen, och från 1902 eldriven spårvagn. En hållplats som har namnet Berzeliigatan finns vid korsningen med Berzeliigatan.

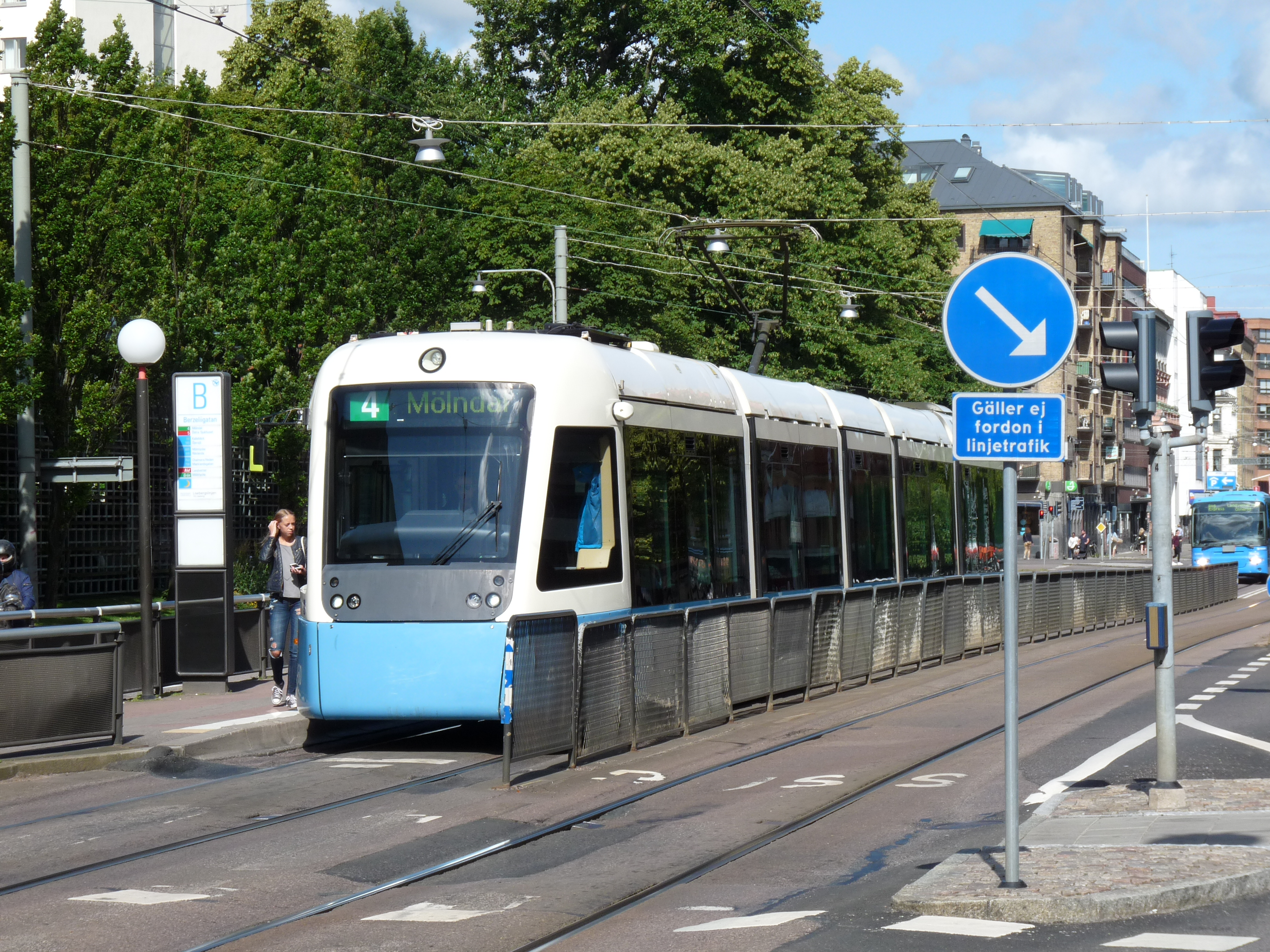
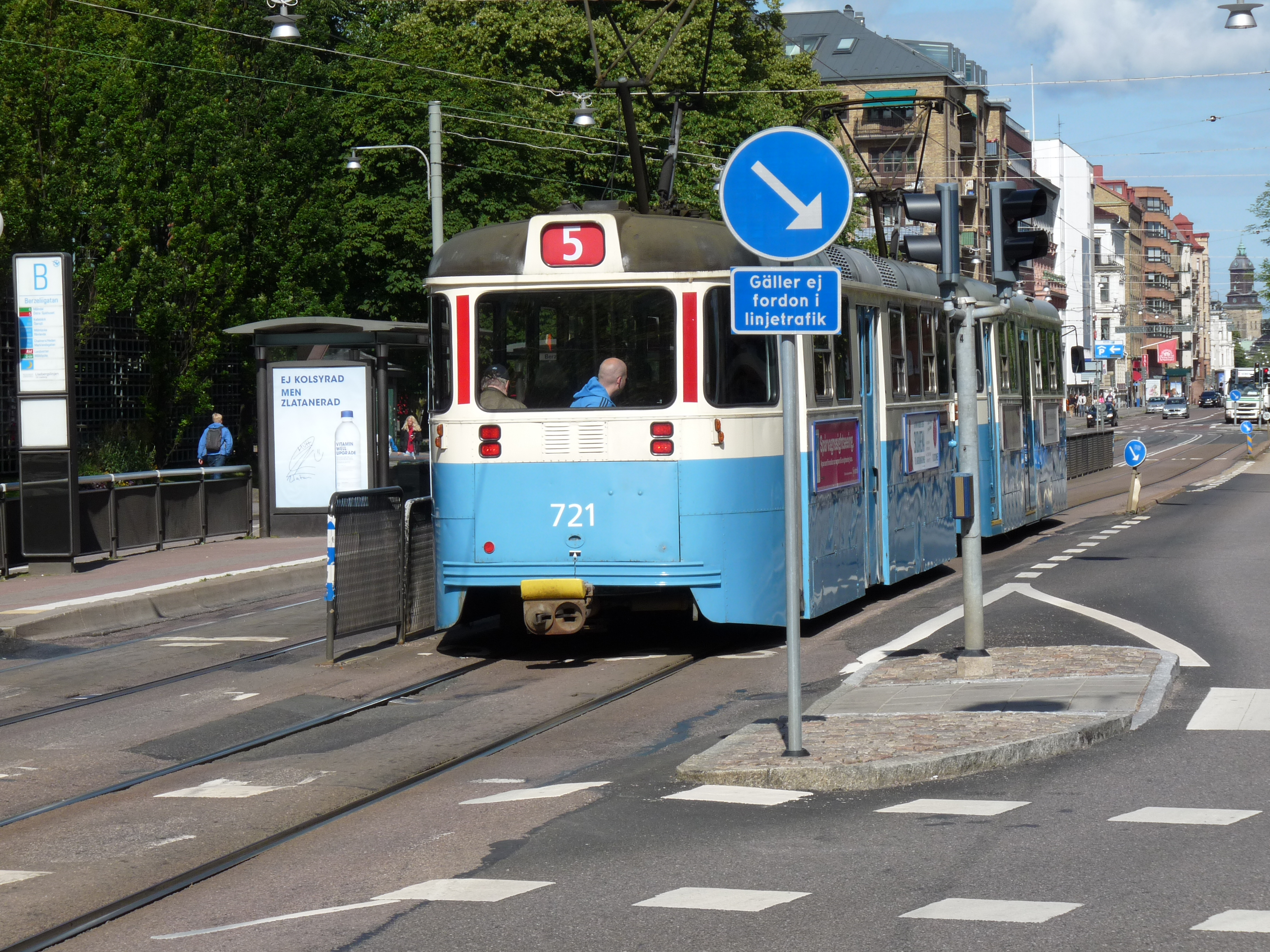